# 阿甘尼斯体育馆
阿甘尼斯体育馆（英語：Agganis Arena）是美国马萨诸塞州波士顿的一座多功能体育馆，拥有7,200个座位，坐落于波士顿大学校园内，是五次全国冠军的波士顿大学梗犬男子冰球队的主场。该体育馆以哈里·阿甘尼斯命名，他曾是波士顿大学的足球和棒球运动员。冰球场以传奇的波士顿大学冰球运动员和教练杰克·帕克命名，称为杰克·帕克冰球场。该体育馆是波士顿大学约翰·汉考克学生村的一部分，其中还包括宿舍和大学五层的健身和娱乐中心。
该体育馆于2004年落成，并于2005年举办了第一场比赛。它取代了位于Case Gym的沃尔特·布朗体育馆，成为波士顿大学男子冰球的主场，尽管沃尔特·布朗体育馆仍然是波士顿大学女子冰球队的主场。波士顿大学篮球队在该体育馆进行比赛直到2015年，后搬回Case Gymnasium。自2008年以来，阿甘尼斯体育馆每年都会举办CRASH-B Sprints世界室内划船锦标赛。
阿甘尼斯体育馆作为区域性大型活动场地，承办了许多大型活动，其中还包括其他学校如伯克利音乐学院的典礼、音乐剧、公益活动，以及贝拉克·奥巴马和戴夫·查普爾等演讲活动。

## 历史

### 背景
波士顿大学男子冰球队曾在沃尔特·布朗体育馆比赛长达33年。该体育馆的容量仅为3,806人，因此大学领导希望建造一个更大、更现代化的场馆。沃尔特·布朗体育馆天花板较低，因此在观众人数众多的比赛中会非常吵闹，这种声音效应为主场带来了优势。教练杰克·帕克在设计新的冰场时与建筑师进行了咨询，确保音量效果能够保持高水平。该体育馆的冰场最终以他的名字命名。
该体育馆是波士顿大学耗资 3.25 亿美元的约翰·汉考克学生村的一部分，该学生村占地10英亩，为学生提供体育、健身和住宿设施。地点位于联邦大道旁，英联邦军械库的旧址上，该军械库在1980年代被波士顿大学购买，并在2002年被拆除 。2004年，该体育馆竣工，耗资9700万美元，并于2005年举行了第一场冰球比赛。

### 命名
体育馆以哈里·阿甘尼斯命名，他是波士顿大学的一名足球和棒球运动员，也是波士顿红袜队的一名球员。阿甘尼斯在26岁时因严重肺栓塞去世。阿甘尼斯的真人大小铜像由阿尔曼德·拉蒙塔涅雕塑，位于体育馆外的联邦大道与哈里·阿甘尼斯路的拐角处。而体育馆的冰球场以传奇的波士顿大学冰球运动员和教练杰克·帕克命名，称为杰克·帕克冰球场。

## 活动使用

### 冰球
体育馆自开放以来，波士顿大学男子冰球队一直是其主要租户。球队的学生区位于118区，被称为「Dog Pound」。118区的上层区域是专门为波士顿大学啦啦队「Pep Band」预留。「Dog Pound」以针对对方守门员的发出嘲讽性口号而闻名。波士顿大学女子冰球队则依然在沃尔特·布朗体育馆打球，但部分锦标赛和比赛在该体育馆举行。该场馆曾举办过2009年NCAA全国大学女子冰球锦标赛的四强赛。原定于2020年举行的全国大学女子冰球锦标赛四强赛也计划在此场馆举办，但由于COVID-19疫情，比赛被取消。

### 篮球
在阿甘尼斯体育馆的头十年里，波士顿大学篮球队在此进行了部分主场比赛，其余比赛则在Case Gym进行。由于阿甘尼斯体育馆的出席率不佳，学校在2015-2016赛季前决定将所有主场比赛移回Case Gym。在阿甘尼斯体育馆进行的最后一场波士顿大学篮球比赛是在2015年2月28日，以77-70输给了对手圣十字队。阿甘尼斯体育馆还承办了2007年美国东部男子篮球锦标赛的首轮比赛和2011年的决赛。

### 演唱会
2006年9月30日，蕾哈娜在阿甘尼斯体育馆举办《蕾哈娜：现场巡回演唱会》，作为2006年MixFest演唱会的一部分。2008年4月1日，加拿大女歌手艾薇兒·拉維尼《美丽坏东西世界巡回演唱会》在此举办，入场观众3,606人。2009年7月25日，美国歌手凱蒂·佩芮在此举办《凱蒂你好巡迴演唱會》，入场观众2,879人。
2011年4月29日，澳洲歌手凯莉·米洛《Aphrodite: Les Folies Tour》在此举办，入场观众2,694人。2012年3月3日，美国男子组合派對男孩《Better with U Tour》在此举办。2016年6月14至15日，美国音乐组合二十一名飞行员在此举办《情緒路演世界巡迴演唱會》。2019年5月30日，英国流行摇滚乐团1975樂團在此举办《Music for Cars》演唱会。2019年9月11日，美国说唱歌手造物主泰勒《伊戈尔巡回演唱会》在此举办。
2021年10月20日，二十一名飞行员《收购巡回演唱会》在此举办，是其第二次在此开唱。2025年2月26日，新加坡籍华语歌手林俊杰在此举办JJ20 FINAL LAP世界巡回演唱会，是首位在此开唱的华人歌手。

### 其他活动
阿甘尼斯体育馆被用于举办波士顿大学和其他学校的各种毕业典礼。
2013年6月2日，举办了《反恐精英：全球攻势》ELEAGUE大满贯赛的季后赛阶段。这是该游戏历史上第一次有北美队伍 (Cloud9) 赢得重大级别的锦标赛。
2023年春季火箭联盟冠军系列赛于2023年7月6日至9日在该竞技场举行，7月8日和9日有现场观众到场。比赛的冠军是Team Vitality，他们在决赛中击败了同样是欧洲队伍的Team BDS，完全横扫了春季赛季，此前他们已经赢得了EU春季公开赛、春季杯和春季邀请赛。